# Loc-Eguiner
Loc-Eguiner è un comune francese di 349 abitanti situato nel dipartimento del Finistère nella regione della Bretagna.

## Società

### Evoluzione demografica
Abitanti censiti